# Авіш
Аві́ш (порт. Avis; МФА: [ɐ.ˈviʃ]) — муніципалітет і містечко в Португалії, в окрузі Порталегре. Розташований у центрально-східній частині країни, на теренах історичної португальської провінції Алентежу. Належить до Порталегрівсько-Каштелу-Бранківської діоцезії Католицької церкви в Португалії. Права міського самоврядування має з 1218 року. Поділяється на 6 парафій. За адміністративним поділом, чинним до 1976 року, був складовою провінції Верхнє Алентежу. Площа муніципалітету — 605,97 км², населення муніципалітету — 4571 ос. (2011); густота населення — 7,54 осіб/км²
. Патрон — Діва Марія. Святковий день муніципалітету — 1-й понеділок після Пасхи. Поштовий індекс — 7480.  Код місцевої адміністративної одиниці — 1203. Складова статистичного регіону Алентежу.

## Назва
- Аві́ш — сучасна португальська назва.
- Аві́с (лат. і порт. Avis) — латинська і старопортугальська назва. За легендою, магістр лицарського ордену Фернанду Аніш, який шукав місце для будівництва фортеці, знайшов на кручі дерево з двома орлами[2]. Він сприйняв це за гарний знак, назвав місцевість на честь птахів (avis, avēs) і спорудив тут Авіський замок із містечком[2].

## Географія
Авіш розташований в центрі Португалії, на південному заході округу Порталегре.
Авіш розташований в центрі округу за 48 км на південний захід від міста Порталегре. Через місто протікає річка Рібейра-Гранде — притока річки Рая.
Відстань до Лісабона — 115 км.
Авіш межує на північному сході — з муніципалітетом Алтер-ду-Шан, на сході — з муніципалітетом Фронтейра, на півдні — з муніципалітетами Созел і Мора (Евора), на північному заході — з муніципалітетом Понте-де-Сор.

## Історія
1211 року португальський король Афонсу II дарував місцевість Авіша лицарям Еворського братства під командуванням магістра Фернанду Аніша. За договором із королем магістр мусив збудувати тут укріплення і заселити цей край. 1214 року еворські лицарі заклали поселення Авіш і замок. Відтоді братство стало називатися Авіським орденом. Заселенню краю допомагали еворські єпископи.
10 липня 1215 року Афонсу II надав Авішу форал, яким визнав за поселенням статус містечка та муніципальні самоврядні права. 1218 року він надав новий конфірмаційний форал.
20 серпня 1223 року магістр Авіського ордену Мартін Фернандеш надав Авішу власну грамоту, якою дозволяв самоврядування.
1331 року магістр ордену Жіл Переш вступив у конфлікт із міщанами, які обрали своїм мером і суддею мавра Мафамеде (Мухамеда) Франселю. Магістр добився від уряду, щоб усі голови містечка підлягали господарям Авіського замку.
1 січня 1512 року король Мануел I видав новий форал містечку Авіш, яким підтвердив право міщан на самоврядування.

## Населення
| Кількість мешканців | Кількість мешканців | Кількість мешканців | Кількість мешканців | Кількість мешканців | Кількість мешканців | Кількість мешканців | Кількість мешканців | Кількість мешканців | Кількість мешканців | Кількість мешканців | Кількість мешканців | Кількість мешканців | Кількість мешканців | Кількість мешканців | Кількість мешканців |       |
| ------------------- | ------------------- | ------------------- | ------------------- | ------------------- | ------------------- | ------------------- | ------------------- | ------------------- | ------------------- | ------------------- | ------------------- | ------------------- | ------------------- | ------------------- | ------------------- | ----- |
| 1801                | 1849                | 1864                | 1878                | 1890                | 1900                | 1911                | 1920                | 1930                | 1940                | 1950                | 1960                | 1970                | 1981                | 1991                | 2001                | 2011  |
| 3 518               | 3 732               | 4 361               | 5 170               | 5 100               | 6 113               | 7 427               | 7 426               | 7 880               | 8 981               | 9 365               | 8 977               | 6 290               | 5 890               | 5 686               | 5 197               | 4 571 |

## Пам'ятки
- Авіський замок — замок ХІІІ століття, колишня резиденція Авіського ордену.